# Colletes petropolitanus
Colletes petropolitanus is een vliesvleugelig insect uit de familie Colletidae. De wetenschappelijke naam van de soort is voor het eerst geldig gepubliceerd in 1897 door Dalla Torre.